# Verrerie de Lille
La verrerie de Lille est autorisée par ordonnance royale en 1735  à la suite du mémoire en demande de 1732 déposé par Marie-Barbe Vandenpopelière, veuve Febvrier et son gendre Joseph-François Boussemart, entrepreneur d'une manufacture de faïence rue Princesse à Lille dans le département du Nord.
Le mémoire en demande prévoyait la construction de la verrerie juste à côté de la manufacture de faïence.

## Histoire
La verrerie royale de Lille est rachetée en 1775 et nommée sous la raison Louis-François Durot et fils , dirigée avec son gendre Auguste de Lagarde, cédée en 1777 à son associé Bernard Rousselle.
La verrerie fabrique d'abord du verre blanc pour ensuite se consacrer au verre noir pour les flacons et dames-jeannes.
En 1790, la Compagnie des mines d'Anzin était l'un des fournisseurs de houille de la verrerie de Lille,.
Son propriétaire, riche et sans enfants, arrête l'exploitation un peu avant 1800, laissant les bâtiments, fours et matières premières à l'abandon .
Le porche du château de la Râche à Santes est daté de 1749 : c'est le porche de l'ancienne verrerie royale de Lille de la rue Saint-Sébastien, réédifié à Santes en 1900 par Henry Labbe fils.